# Nebulus
Nebulus é um jogo eletrônico criado por John M. Phillips e lançado pela Hewsom Consultants no final dos anos 80 para vários consoles caseiros da época. Quando o jogo teve lançamento internacional ou lançamento em outras plataformas de jogos, Nebulus teve seu título renomeado para Castelian, Kyorochan Land, Subline e Tower Toppler. 

O jogo possui uma continuação para Atari ST e Amiga nos anos 90, titulado "Nebulus 2".

## Jogabilidade
O jogo possui únicas faturas distintas. O personagem jogável, uma criatura verde chamada Pogo, tem uma missão de destruir cada uma das oito torres que foram construídas no mar, para ele activarPT/ativarPB bombas no alto das torres. Pogo precisa encarar os inimigos, encarar os obstáculos e subir em plataformas de elevador para chegar no alto de cada torre. Ao chegar no alto, a torre se desaba, e Pogo entra no submarino para prosseguir nos bonus e em seguida, o próximo nível. 

O fator inovador da história dos jogos eletrônicos é a maneira que a torre gira enquanto o personagem se movimenta. Embora que o personagem pogo se desloca para o outro lado, a torre gira tridimensionalmente em sentido horário e anti-horário, que faz uma ilusão de ótica que a torre tenha uma profundidade.

## Lançamentos e Plataformas
A versão original foi lançada pela Hewson Consultants para Acorn Archimedes, Amiga, Amstrad CPC, Atari ST, Commodore 64 e ZX Spectrum.
A versão japonesa para as plataformas NES e Game Boy lançou o jogo como Kyorochan Land, na qual gráficos dos inimigos foram alterados, e o sistema de senhas e pausa do jogo forma adicionados. A versão teve um lançamento ocidental, cujo título do jogo para os Estados Unidos e Europa é "Castelian" e o título não-oficial é "Subline" para Itália.
No caso do jogo cujo título é "Tower Toppler" foi lançado para Atari 7800 e MS-DOS.